# Електрохімічна корозія

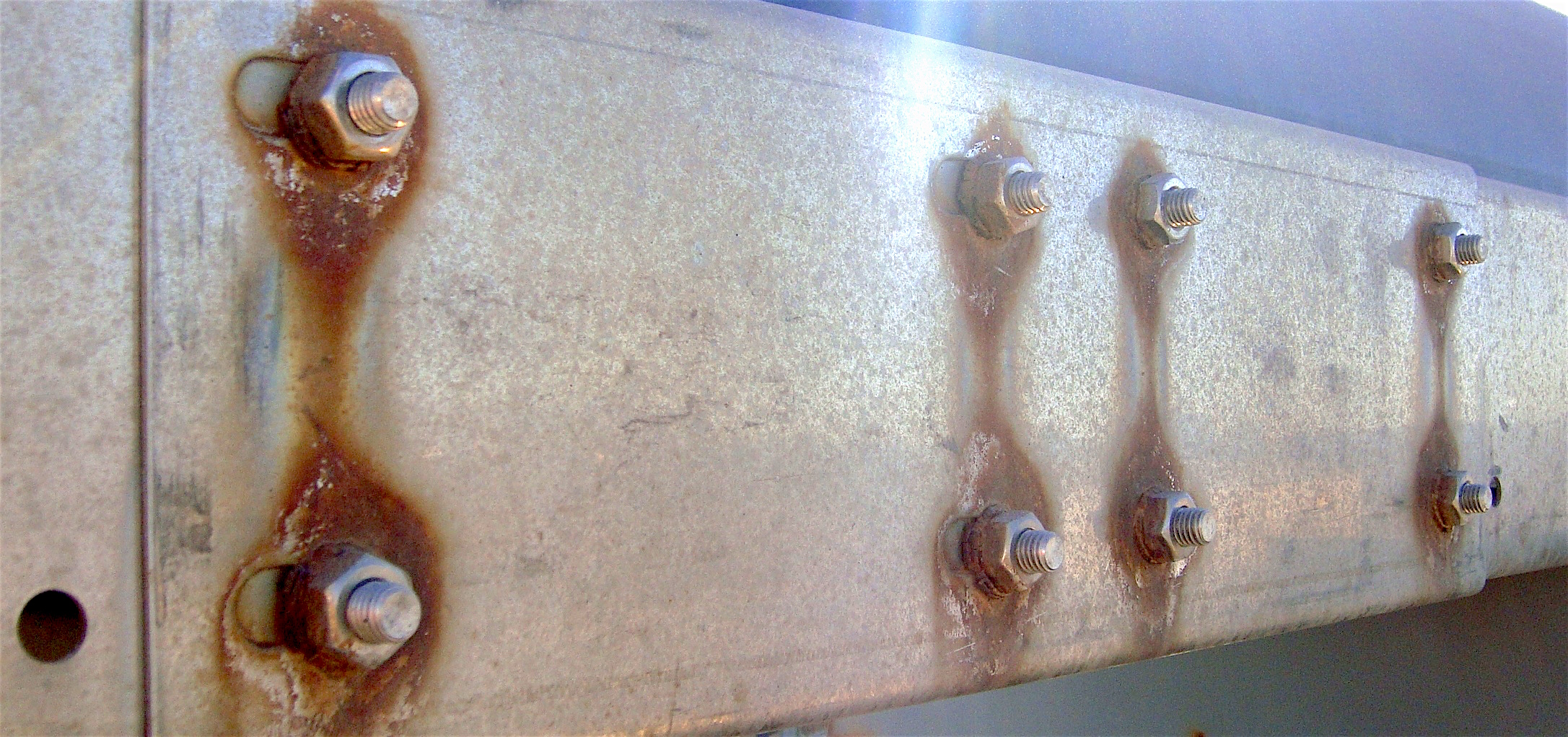
Наслідки атмосферної корозії
Сталь (анод) окиснюється поблизу болтів (катоди) з іншого типу сталі

Схема корозійного елемента з кисневою деполяризацією

Електрохімі́чна коро́зія — взаємодія металу з корозивним середовищем (електролітом, вологим газом, розтопленою сіллю, лугом), під час якої іонізування атомів металу і відновлювання окиснювача відбувається окремо, а їх швидкості залежать від електродного потенціалу. Отже, електрохімічна корозія спричиняється електрохімічними процесами, що відбуваються в результаті появи різних електричних потенціалів на поверхні об'єкта корозії, розташованого в електролітичному середовищі. У цьому випадку утворюються корозійні елементи — короткозамкнуті гальванічні елементи, у яких частини поверхні металу з нижчим електродним потенціалом є анодами — на них відбувається окиснення металу, що супроводжується розчиненням. На катодах корозійних елементів, якими виступають метали з вищим електродним потенціалом, відбуваються реакції відновлення так званого деполяризатора, котрим часто виступає молекулярний кисень з повітря (киснева деполяризація) або іони водню (воднева деполяризація) з відновленням до молекулярного водню.
Різниця потенціалів між окремими фрагментами кородуючої поверхні може бути пов'язана з відмінностями:
- хімічного складу сплаву;
- щільності і виду дефектів кристалічної структури сплаву та внутрішніх напружень, що викликаються ними;
- величини та виду напружень спричинених зовнішнім навантаженням;
- хімічного складу електроліту (наприклад, ступеня аерації чи засолення води).

У багатьох випадках напрямок змін та їх інтенсивність також залежатимуть від інших факторів, наприклад фізичних взаємодій (включаючи зовнішнє електричне поле, електромагнітне випромінювання тощо) або мікробіологічних впливів.

## Механізм електрохімічної корозії
Механізм електрохімічної корозії обумовлюється основними характеристиками двох контактуючих середовищ:
- корозивного металу, що є провідником електрики, при чому його поверхня ніколи не буває повністю однорідною, що спричиняє появу різних електродних потенціалів)
- води, в якій кородує метал (включаючи вологість ґрунту та газів, наприклад, атмосферного повітря). Вода не є хімічно чистою — це розчин різних електролітів, тобто вода має іонну провідність, яка залежить від концентрації та рухливості іонів, що містяться у ній.

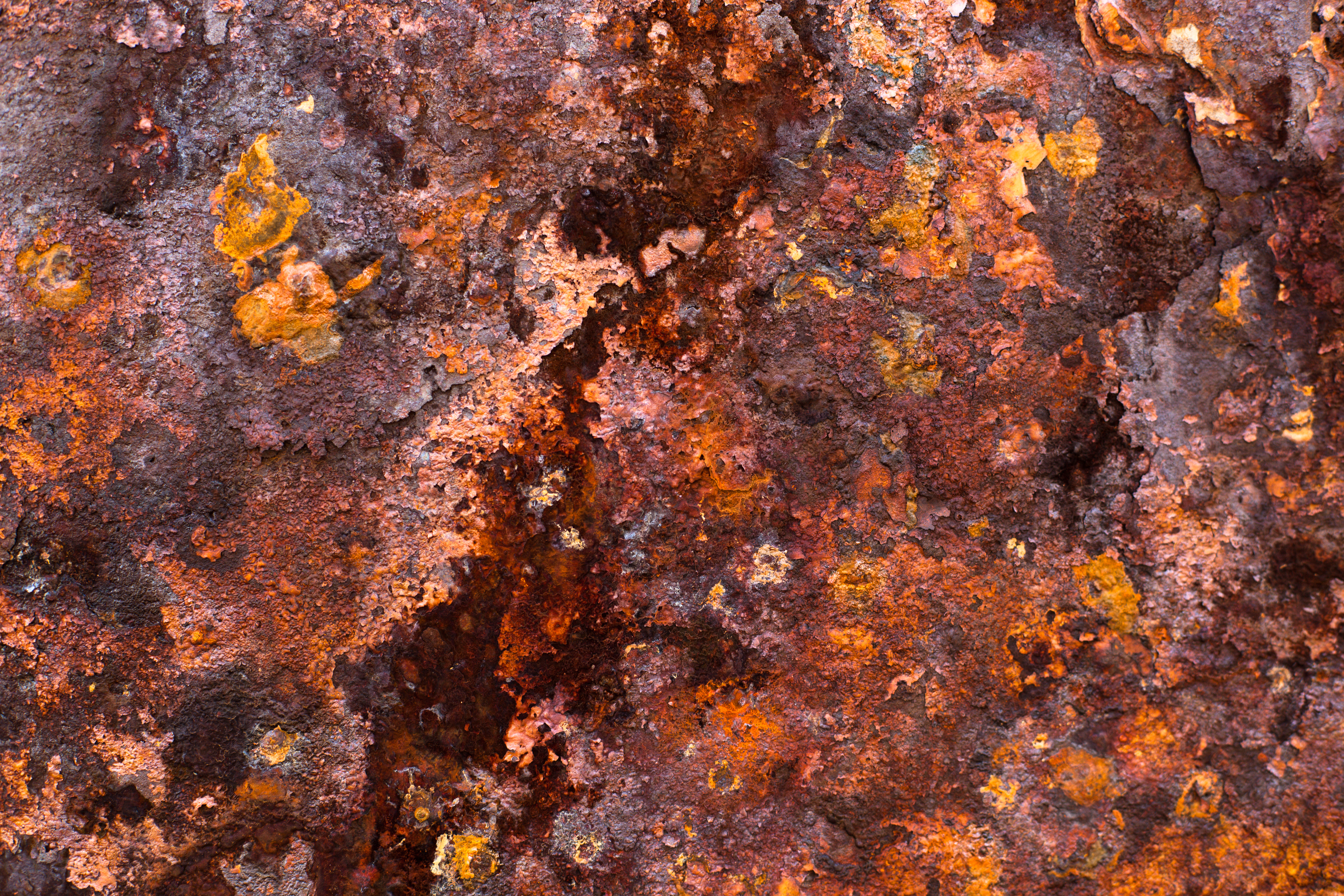
Іржа на сталі

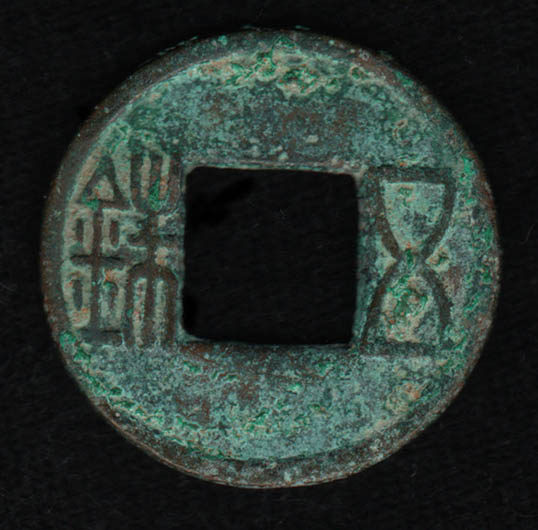
Китайська монета з I століття покрита патиною

При наявності різниці між потенціалами фрагментів поверхні металу створюються гальванічні елементи, що виступають корозійними осередками, у яких:
- на фрагментах з нижчим потенціалом (анодах) виникають реакції окиснення, наприклад:

Me  →  Me+ + e−
де Me = метал
- на фрагментах з вищим потенціалом (катодах) мають місце реакції відновлення, наприклад:

H2O + ½O2 + 2e−  →  2OH−
2H+ + 2e−  →  H2↑
- електрони переміщаються від анода до катода через кородуючий метал (електронна провідність)
- аніони переносять відповідну кількість від'ємних зарядів у напрямку від катода до анода (іонна/електролітична провідність)

Умова перебігу корозії: потенціал анодного процесу, тобто потенціал окиснення металу (потенціал металічного електрода {\displaystyle \phi _{Me^{n+}/Me}}), повинен бути меншим, ніж потенціал процесу відновлення, який відбувається на катоді корозійного елемента.
Потенціал процесу відновлення водню розраховується за рівнянням Нернста для водневого електрода:
{\displaystyle \phi _{H^{+}/H_{2}}=-0,059pH},
а потенціал процесу відновлення кисню — за рівнянням Нернста для кисневого електрода:
{\displaystyle \phi _{OH^{-}/O_{2}}=1,23-0,059pH}
Якщо потенціал металу менший і за потенціал водневого, і за потенціал кисневого електродів то метал кородує у будь-якому середовищі, тобто і за наявності кисню, і при його відсутності. Якщо потенціал металу більший за потенціал водневого електрода, але менший за потенціал кисневого електрода, то корозія металу відбувається тільки за наявності кисню у навколишньому середовищі. Якщо потенціал металу більший за потенціал як кисневого, так і водневого електродів, то корозія металу неможлива.
Продукти електродної реакції можуть вступати у вторинні хімічні реакції в розчині, що може привести до появи нерозчинних сполук, які утворюють шари різної щільності, такі як іржа на сплавах заліза чи патина (зеленувато-коричневий наліт) на поверхнях мідних сплавів, наприклад:
Fe + ½O2  →  FeO
Fe2+ + 2H2O  →  Fe(OH)2 + 2H+
Fe3+ + 3OH−  →  Fe(OH)3
Fe(OH)3  →  FeO(OH) + H2O
2FeO(OH)  →  Fe2O3 + H2O
4Cu2+ + SO2−4 + 6OH−  →  CuSO4·3Cu(OH)2

## Елементи термодинаміки

Спрощений електрохімічний ряд напруг металів. Порівняння стійкості металів до корозії у морській воді

Ступінь потенціальної стійкості металу до електрохімічної корозії виражається його позицією у ряді напруг, залежно від стандартного електродного потенціалу, E0. Більше інформації можна отримати шляхом розрахунку значень рівноваги електродних потенціалів елементів корозії на основі рівняння Нернста. У спрощеному виді (для Т = 298 К і розведених розчинів) воно записується у формі:
{\displaystyle E=E^{0}+{\frac {0,0591}{n}}\log {\frac {a_{\rm {Ox}}}{a_{\rm {Red}}}}}
де: E0 — стандартний електродний потенціал, n — кількість електронів, обміняних у напівреакції, {\displaystyle \ {a_{\rm {Ox}}}} та {\displaystyle \ {a_{\rm {Red}}}} — молярні концентрації окиснювальної та відновлювальної форм.

Діаграма Пурбе для заліза

Розглядаються такі характеристики середовища: окрім OH− інші аніони відсутні, концентрація іонів 0,001 моль/кг води,
температура 25 °C.
У корозійних елементах відбуваються або можуть відбуватися різноманітні реакції окиснення та відновлення будь-якого з металів. Кожна з цих реакцій характеризується окремим рівнянням Нернста або відповідним графіком: прямолінійною залежністю потенціалу від логарифма концентрації певного іона (наприклад, утвореного при реакції окиснення).
На діаграмах Пурбе, що стосуються електрохімічної корозії різних чистих металів представлені залежності потенціалів усіх ймовірних реакцій окиснення цих металів від pH розчину. Найпопулярнішими є графіки, на яких лінії відповідають концентраціям 10−6грам-атомів/л. Ця концентрація вважається уявною межею між зоною корозії металу та зоною корозійної стійкості (термодинамічно стабільний метал) чи потенційної пасивації (термодинамічно стабільний твердий продукт реакції).
Можливість відповідної анодної реакції в корозійному елементі, залежить від розташування відповідної лінії відносно двох прямих, які описують катодні реакції відновлення іонів водню (воднева деполяризація) і молекулярного кисню (киснева деполяризація). Їх часто позначають літерними символами: a і b відповідно. Між ними знаходиться так звана область термодинамічної стійкості води, вище — область стабільності молекулярного кисню, а нижче — область стійкості газоподібного водню.

Діаграма Пурбе для Cu
Діаграма Пурбе для Au
Діаграма Пурбе для Al[14]
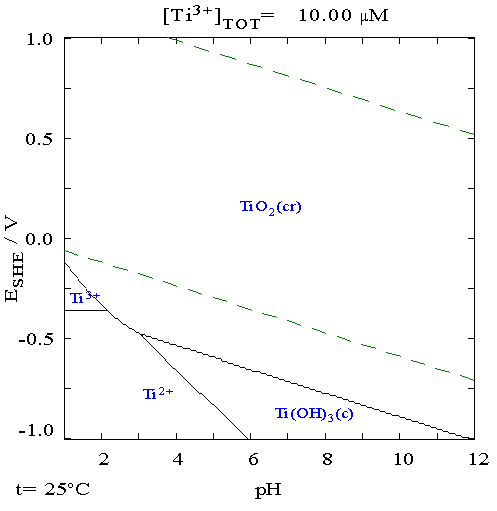
Діаграма Пурбе для Ti

## Елементи кінетики
Діаграми Пурбе стосуються стану термодинамічної рівноваги (корозійний елемент відкритий) — вони дозволяють передбачити напрямки реакцій, які можуть відбуватися на поверхні корозивного металу. У реальних умовах корозійні елементи працюють по замкнутому контуру. Чим вища швидкість реакції і відповідна густина струму на електроді, тим більше його потенціал відрізняється від рівноважного. Причиною відхилень від цієї закономірності може бути обмеженість швидкості перебігу хімічних реакцій, фазових змін а також дифузії, завдяки якій субстрати досягають зони реакції, а продукти реакції покидають її.
В результаті поляризації електродів появляється перенапруження, що буває активаційним, концентраційним або резистивним (залежно від фактору, що його спричинив). Вплив поляризації електрода на швидкість корозії представлено на діаграмах Еванса. Графіки будуються в системі координат: «електродний потенціал (E) — логарифм густини струму (log i)».

Діаграма Еванса. Перенапруження, струм корозії і потенціал корозії
Діаграма Еванса. Швидкість корозії, що контролюється через електричний опір
Діаграма Еванса. Швидкість корозії цинку – вплив легувальних добавок на перенапруження H2[15]
Діаграма Еванса. Швидкість корозії заліза – вплив концентрації кисню на катодах[15]

Чим більший нахил кривих електродного потенціалу тим сильнішою є поляризація. Лінії потенціалів обох електродів (катода та анода) перетинаються в точці, розташування якої вказує на «змішаний потенціал» корозивного металу (після вирівнювання значень анодного та катодного струмів) і максимальне значення струму, яке є мірою швидкості корозії (невимірний «струм корозії»). Обидві лінії не досягають точки перетину у випадках, коли швидкість корозії обумовлюється електричним опором елементів електричного кола (наприклад, опором контакту між катодом і анодом).
У випадках корозії в природному середовищі найбільшу роль відіграє концентраційна поляризація кисневого електрода. У безпосередній близькості від конструкції (розташованої, наприклад, у морській воді чи в ґрунті) кисень швидко виснажується в результаті катодної реакції деполяризації кисню, після чого швидкість корозії визначається швидкістю дифузії кисню з атмосфери до поверхні металу (анодний потенціал є практично неістотним).

## Корозійні макроелементи

### Контактна (стикова) корозія

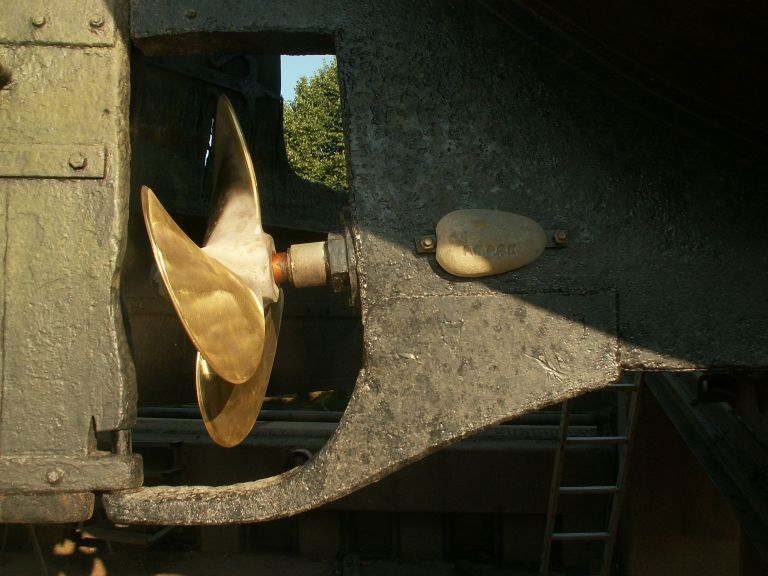
Гребний гвинт є катодом до прилеглих поверхонь керма та кормової обшивки, які вимагають інтенсивного захисту від корозії

Корозійні елементи від різного ступеня аерації — корозія по ватерлінії

Корозійні макроелементи можуть виникати багатокомпонентному промисловому обладнанні, такому як сантехнічне устаткування, мостові конструкції, суднові енергетичні установки, контактні мережі тощо. Якщо окремі контактні елементи устаткування, що знаходяться у воді, вологому ґрунті чи повітрі, виготовлені з металів з різним електродним потенціалом, створюється елемент контактної корозії. Менш благородний метал (метал з меншим електродним потенціалом) зазнає руйнування, особливо поблизу контакту. Характерними корозійними макроелементами також є з'єднання елементів конструкції з однакових матеріалів (наприклад, з'єднання секцій трубопроводів або листів обшивки суден), коли зварні шви, заклепки або болти, виконані зі сплаву менш благородного, ніж з'єднувані елементи, можуть стати анодами гальванічного елемента. Через їх малу поверхню по відношенню до поверхні катодів анодний струм буде дуже великий, що означатиме високу швидкість розчинення з'єднання. Якщо ж вони виготовлені з благороднішого металу, вони стають катодами гальванічного елемента. З'єднані листи є анодами з великою площею поверхні, завдяки чому швидкість розчинення металу на одиницю площі буде низькою.

### Щілинна корозія
Щілинна корозія (англ. crevice corrosion) — корозія металу, яка відбувається у закритих просторах в середині чи навколо вузького отвору, щілини або проміжку, що мають місце у фланцевих, різьбових, заклепкових з'єднаннях, місцях нещільного прилягання до металу гумових або інших прокладкових матеріалів тощо.

### Аераційні елементи

Нещільність захисного покриття як причина точкової корозії

Різниця потенціалів на поверхні металів, поміщених у воду або землю, часто є результатом різного ступеня аерації. В аераційних елементах на поверхневих фрагментах із вільним доступом кисню відбуваються реакції кисневої деполяризації (катодні), а поблизу них виникають корозійні втрати металу (анодне окиснення металу). Характерним прикладом є корозія по ватерлінії суден, по якій проходить межа між зоною розбризкування, насиченою киснем морська вода, і зоною, повністю зануреною у воду (анодні місця). Так само пояснюється явище корозії трубопроводів, прокладених у ґрунті з різною вологістю та пористістю. Ділянки трубопроводу, розташовані в піщаних шарах профілю ґрунту краще аеруються, ніж у шарі глини.
Диференціація доступу кисню до різних частин металевої поверхні також відіграє певну роль у процесі підповерхневої корозії. Тут відбуваються різноманітні та складні процеси. Якщо поверхневий шар металу є захищенішим порівняно з глибшими шарами (наприклад, гальванічним чи лакофарбовим покриттям), то його пошкодження відкриває фрагменти, які стають невеликими анодами, контактуючи з великими катодними поверхнями покриття. Це може призвести до утворення глибокої точкової корозії або поширення корозії під шаром покриття. Утруднений доступ кисню всередину ямки або тріщини під покриттям збільшує швидкість анодного окиснення металу в цих місцях. Додатковим фактором є утворення твердих вторинних продуктів реакції на виході з тріщин і ямок що створює додаткове обмеження доступу кисню.

### Корозія під напруженням
У випадку навантаженої конструкції істотним фактором є розподіл механічних напружень, а саме:
- робочих напружень, пов'язаних з характером навантажень (місця з напруженнями розтягу є більше чутливими — стають анодами корозійних осередків)
- залишкових напружень після виготовлення виробів (наприклад, після оброблення тиском).

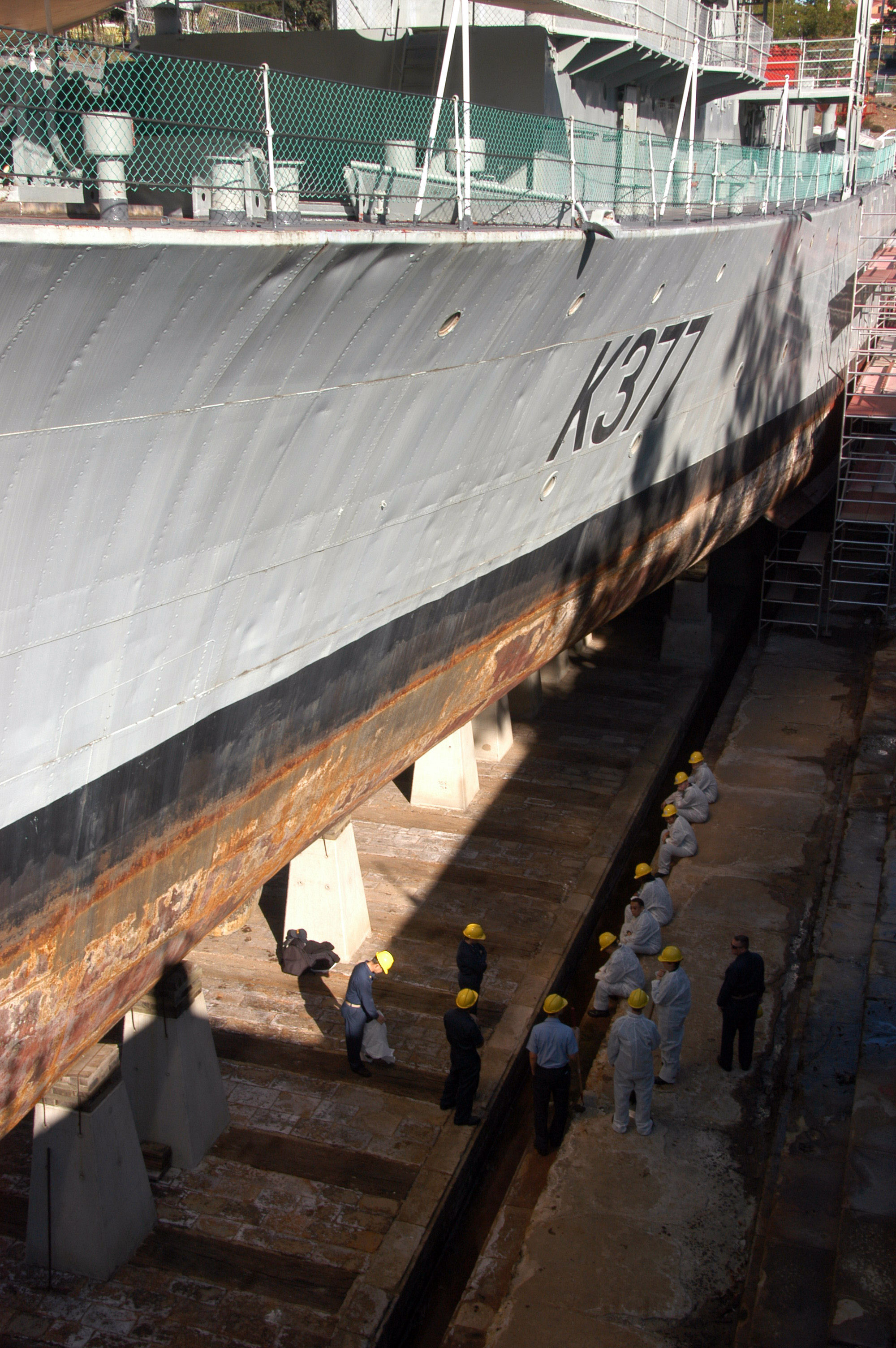
Корозія ватерлінії суден – результат різниці аерації води
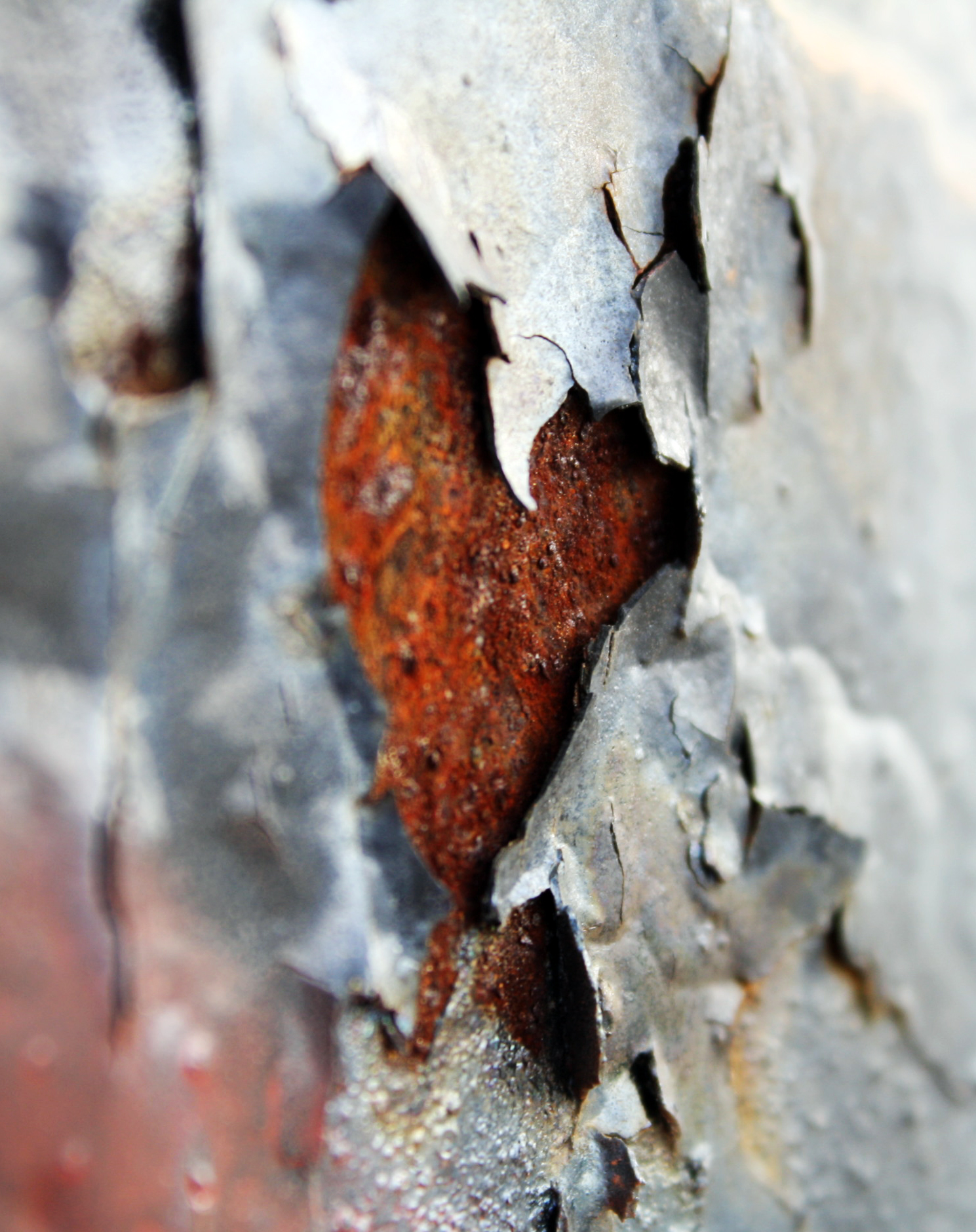
Дефекти захисного покриття як анода корозійних осередків
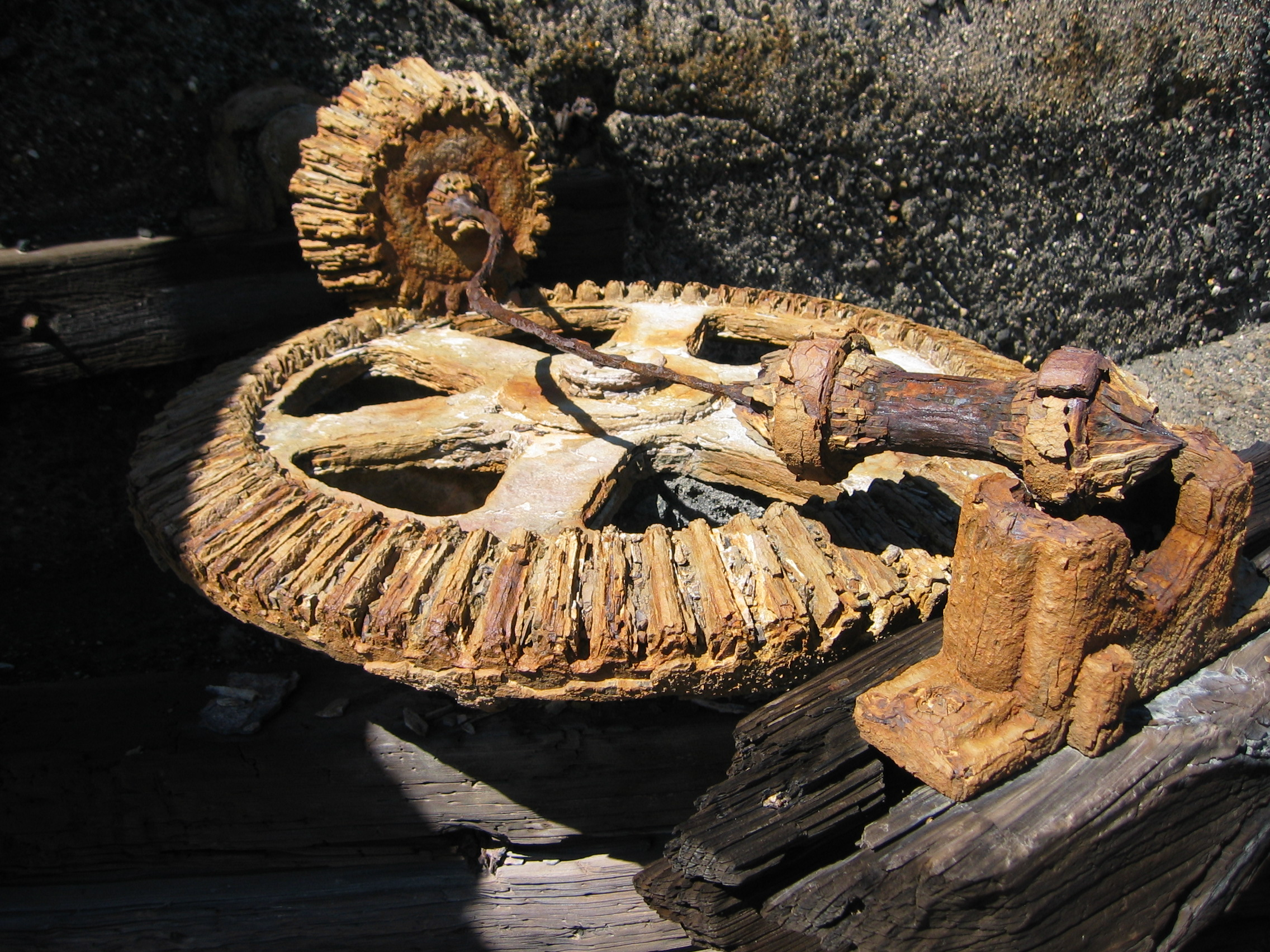
Характер пошкоджень, викликаних напруженнями після обробки
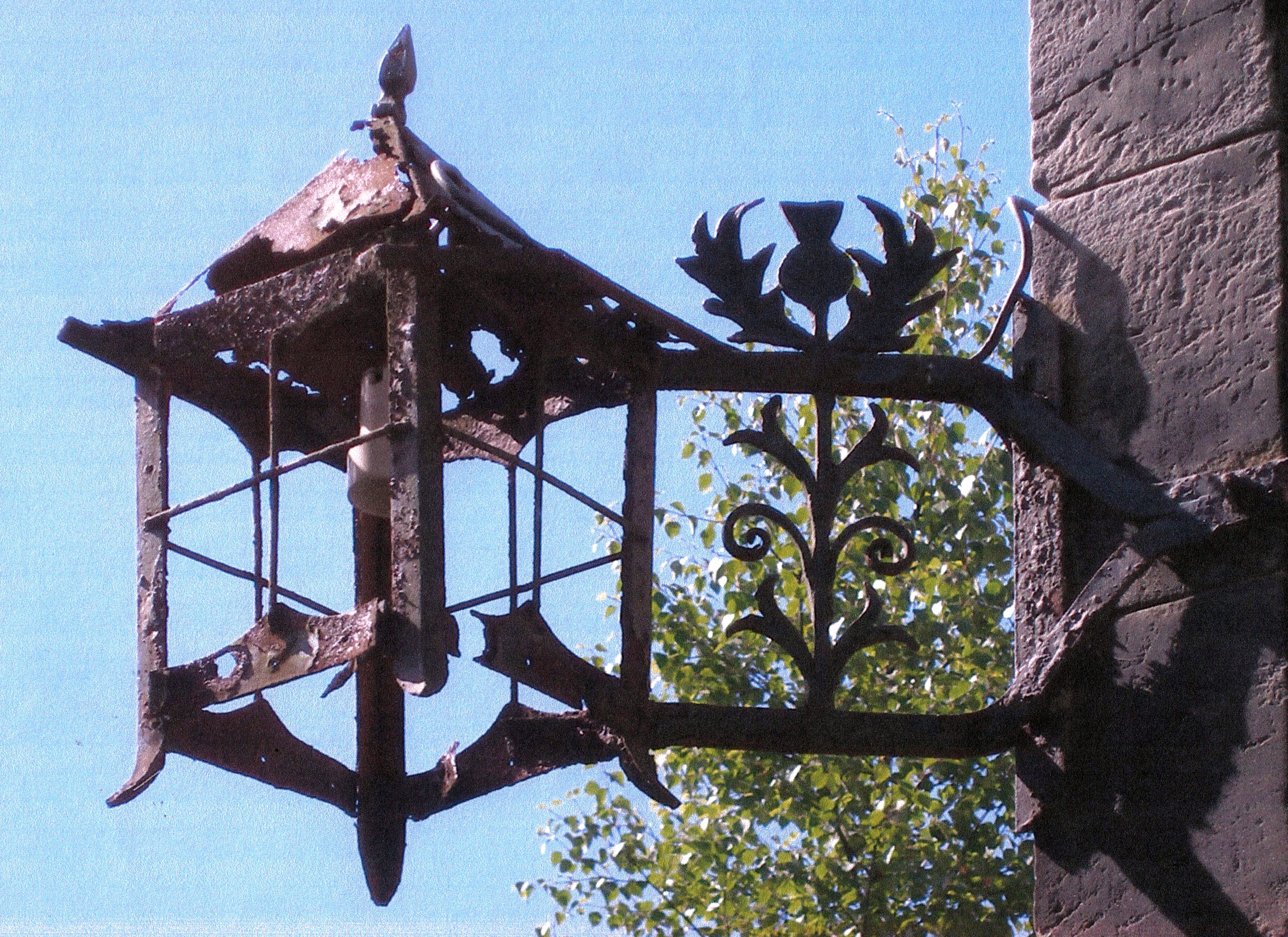
Приклад прискорення корозії у місцях згину

### Специфічні види корозійних макроелементів

Корозія сталі в анаеробних умовах за участю сульфат-відновлюючих бактерій

Електролітична корозія трубопроводу під впливом блукаючих струмів

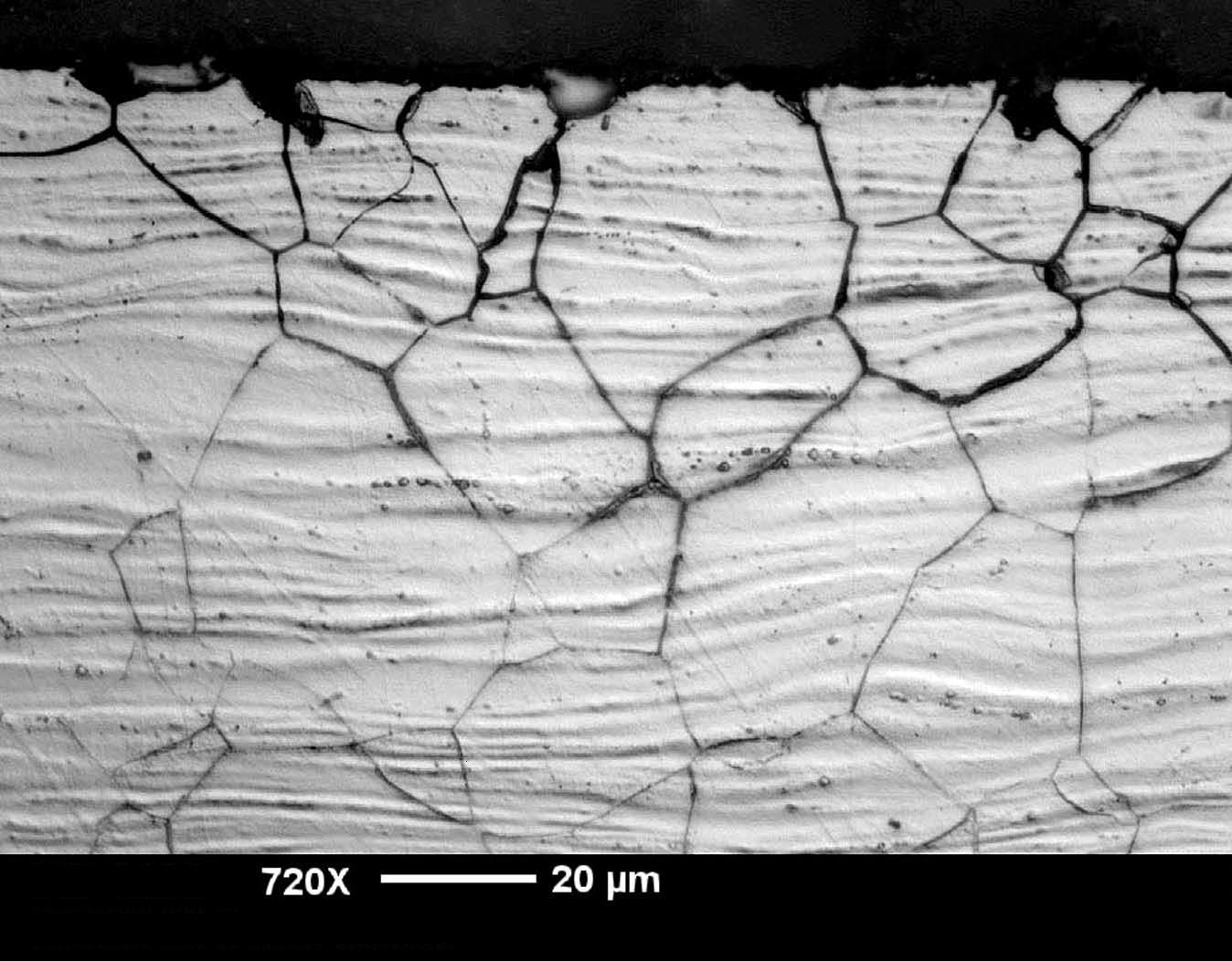
Міжкристалітна корозія

Утворення осередків корозії в природному середовищі є складним процесом, у якому важливу роль відіграють специфічні біологічні (біокорозія) та певні фізичні фактори.
Добре вивченим явищем є корозія, що відбувається в анаеробних умовах за участю сульфат-відновлюючих бактерій (англ. Sulfate-reducing microorganisms, SRM). Це одна з основних причин руйнування корпусів суден, бурових платформ, підземних трубопроводів, гідротехнічних споруд тощо.
Сульфат-відновлюючі мікроорганізми відіграють важливу роль у біогеохімічному циклі сірки. Вони обумовлюють, наприклад, чорний колір і високий вміст сірководню у придонному шарі Чорного моря. Вони метаболізують понад 50 % органічного детриту. Їх використовують для видалення чорного нальоту сульфатів з поверхонь доісторичних наскельні малюнки. Розглядаються можливості їх використання в процесах утилізації відходів, що потрапляють у навколишнє середовище. У присутності сульфатів сульфат-відновлюючі мікроорганізми утворюють сульфідні іони (S2−). При їх реакції з іонами 
Fe2+, що утворюються в реакціях анодного окиснення сталі, утворюється сульфат заліза(II), FeS. Корозія не пригнічується через концентраційну поляризацію.
Інші організми едафону також сприяють прискоренню корозії металів у природному середовищі, наприклад, змінюючи проникність ґрунту для повітря та води або викликаючи місцеве підкислення.
Прикладом корозії, що виникає під впливом фізичних факторів, є електролітична корозія, що виникає в ґрунті, де виникають блукаючі струми (наприклад, корозія теплопроводів, прокладених під електричними лініями). Блукаючі струми також можуть мати природне походження. Вони також можуть бути викликані системами активного катодного захисту від корозії сусідніх підземних установок.
До інших видів електрохімічної корозії, перебіг якої залежить від фізичних факторів, належать, наприклад:
- тертьова корозія — руйнування металу, спричинене одночасною дією корозивного середовища та тертя;
- корозійна втома — руйнування металу, спричинене одночасною дією корозивного середовища і змінних механічних навантажень;
- кавітаційна корозія — руйнування поверхні металу, спричинене одночасною дією ударних тисків у рідині (тріскання бульбашок, каверн) і корозії.

## Корозійні мікроелементи
Корозійні мікроелементи виникають внаслідок відмінностей у хімічному складі фаз у багатофазних металевих сплавах та відмінностей у напруженнях у мікроскопічному масштабі (між зернами, що утворюють структуру металу та всередині зерен).
Структура сплавів формується у процесах термооброблення та оброблення тиском. Такі обробки проводяться з метою підвищення міцності (зменшення пластичності, зміцнення). Суть їх полягає в отриманні дрібнозернистих структур, в яких присутні численні дефекти кристалічної ґратки. Зазвичай це призводить до зниження стійкості до електрохімічної корозії.
Місцем, де накопичуються дефекти ґратки та пов'язані з ними механічні напруження, є межі зерен, які, отже, мають менші стандартні потенціали, ніж зерна всередині. Це є причиною появи небезпечної міжкристалітної корозії, яка проявляється без будь-яких попереджувальних симптомів, таких як шар іржі чи втрата маси.
У багатофазних сплавах катодами і анодами корозійних мікроелементів можуть виступати зерна фаз з різним хімічним складом, типом ґратки чи кількістю дефектів. У випадку залізовуглецевих сплавів (сталь, чавун), це можуть бути, наприклад, зерна аустеніту, фериту, цементиту (Fe3C) чи мартенситу.
Різниці електричних потенціалів у мікроскопічному масштабі також можуть бути викликані накопиченням напружень, спричинених зовнішніми навантаженнями (корозія під механічним напруженням) або утворенням дефектів ґратки під впливом радіації (радіаційна корозія — корозійна дія продуктів радіолізу або взаємодія нейтронних потоків у ядерних реакторах)

## Захист металів від електрохімічної корозії
Зменшення втрат від електрохімічної корозії металів передбачає зниження ймовірності утворення корозійних осередків (у макро- та мікроскопічному масштабі) шляхом використання:
- захисних покрить (металічних та неметалічних);
- гальванічних або електролітичних (катодних і анодних) способів захисту;
- інгібіторів корозії.